# ونتسل ۵۸۶۰۷
سیارک ۵۸۶۰۷ (به انگلیسی: 58607 Wenzel، نامگذاری:1997UL) پنجاه و هشت هزار و ششصد و هفتمین سیارک کشف شده‌است که در ۱۹ اکتبر ۱۹۹۷ کشف شد.